# Helicarionidae
Helicarionidae är en familj av snäckor. Helicarionidae ingår i ordningen landlungsnäckor, klassen snäckor, fylumet blötdjur och riket djur. Enligt Catalogue of Life omfattar familjen Helicarionidae 117 arter.

## Bildgalleri

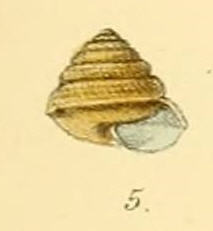
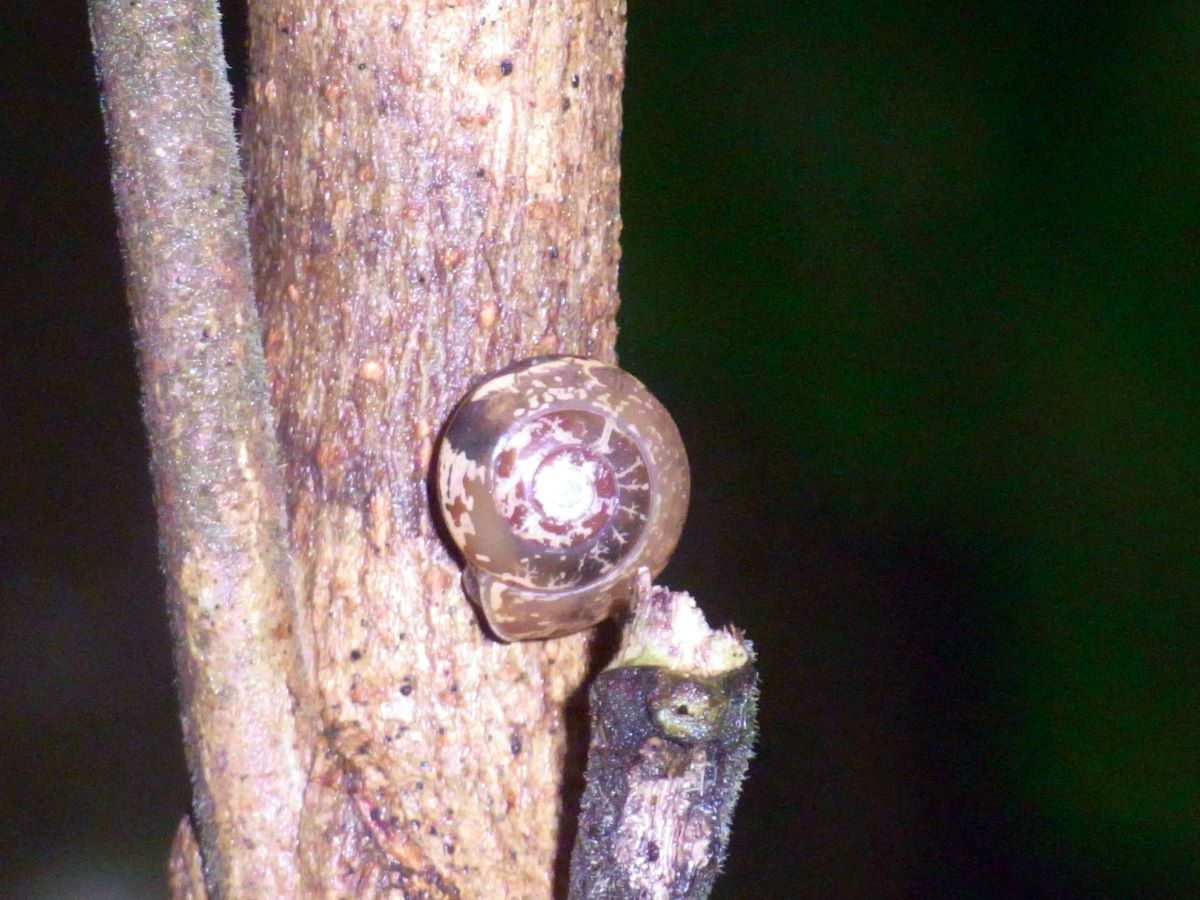

## Dottertaxa till Helicarionidae, i alfabetisk ordning[1]
- Advena
- Allenoconcha
- Buffetia
- Coneuplecta
- Cucullarion
- Deliciola
- Delinitesta
- Dendrolamellaria
- Dendronitor
- Dignamoconcha
- Dolapex
- Echonitor
- Eclipsena
- Epiglypta
- Eungarion
- Expocystis
- Fanulena
- Fastosarion
- Greenwoodoconcha
- Gudeoconcha
- Helicarion
- Howearion
- Innesoconcha
- Iredaleoconcha
- Kermarion
- Kieconcha
- Liardetia
- Lutilodix
- Malandena
- Mathewsoconcha
- Melloconcha
- Melocystis
- Mysticarion
- Nancibella
- Nevelasta
- Nitor
- Parmacochlea
- Parmavitrina
- Parmellops
- Peloparion
- Periclocystis
- Pittoconcha
- Pravonitor
- Queridomus
- Quintalia
- Roybellia
- Sodaleta
- Tarocystis
- Theskelomensor
- Thularion
- Turrisitala
- Westracystis
- Wilhelminaia